# El Eje (Catamarca)
El Eje es un pequeño paraje rural de la provincia argentina de Catamarca, dentro del Departamento Belén.

## Ubicación
Se encuentra 53 km al norte de la ciudad de Belén, en el punto donde convergen la Ruta Nacional 40 y la Ruta Provincial 43.
Es el paso obligado para acceder a Antofagasta de la Sierra y otras localidades de la puna catamarqueña.

## Sismicidad
La sismicidad de la región de Catamarca es frecuente y de intensidad baja, y un silencio sísmico de terremotos medios a graves cada 30 años en áreas aleatorias. Sus últimas expresiones se produjeron:
- 21 de octubre de 1966 (58 años), a las 12.39 UTC-3 con 5,0 Richter; como en toda localidad sísmica, aún con un silencio sísmico corto, se olvida la historia de otros movimientos sísmicos regionales
- 3 de noviembre de 1973 (51 años), a las 14.17 UTC-3 con 5,8 Richter: además de la gravedad física del fenómeno se unió el olvido de la población a estos eventos recurrentes
- 7 de septiembre de 2004 (20 años), a las 8.53 UTC-3, con una magnitud aproximadamente de 6,5 en la escala de Richter (terremoto de Catamarca de 2004)[1]

## Imágenes

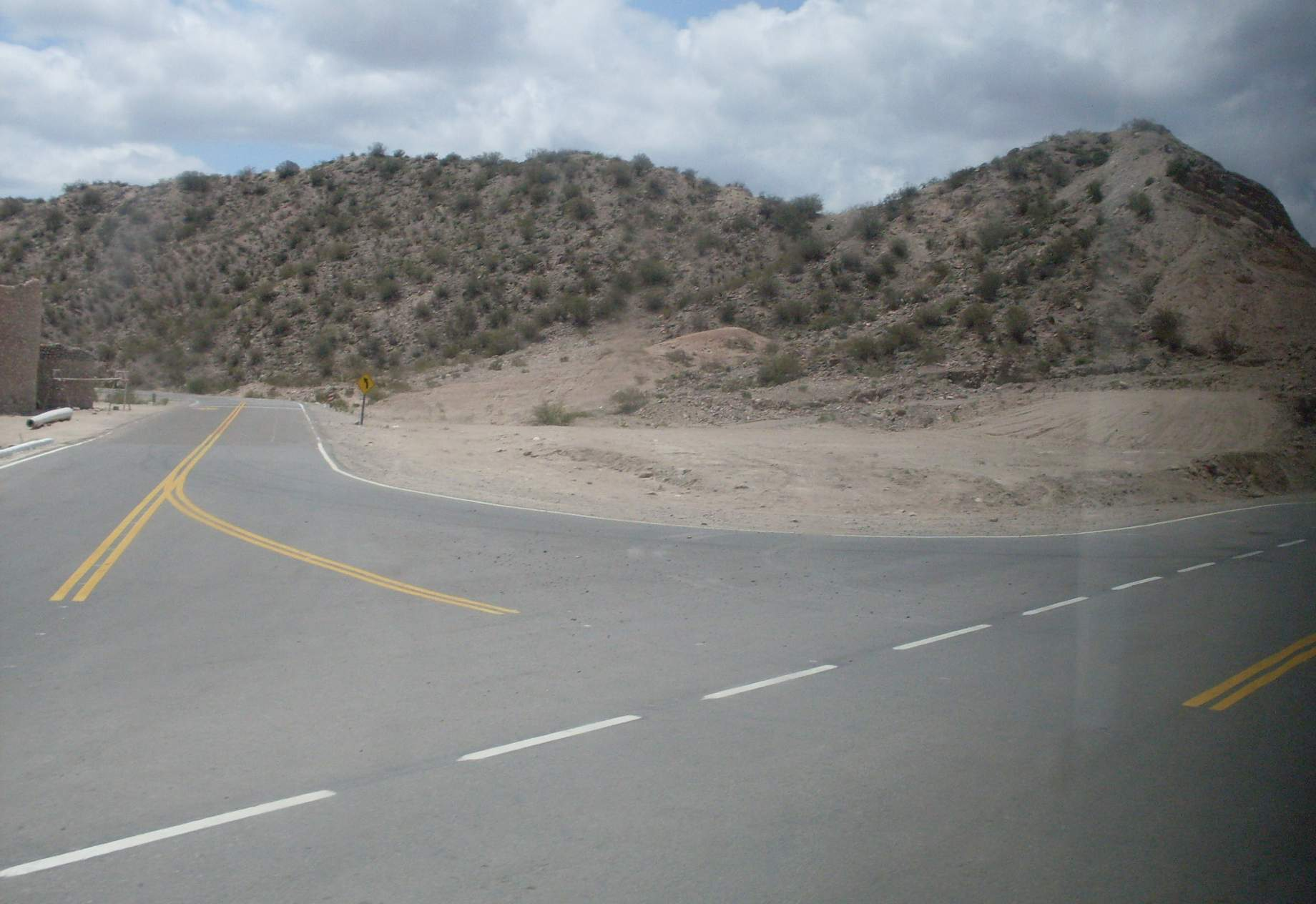
RP 43 a la izquierda y RN 40 hacia la derecha
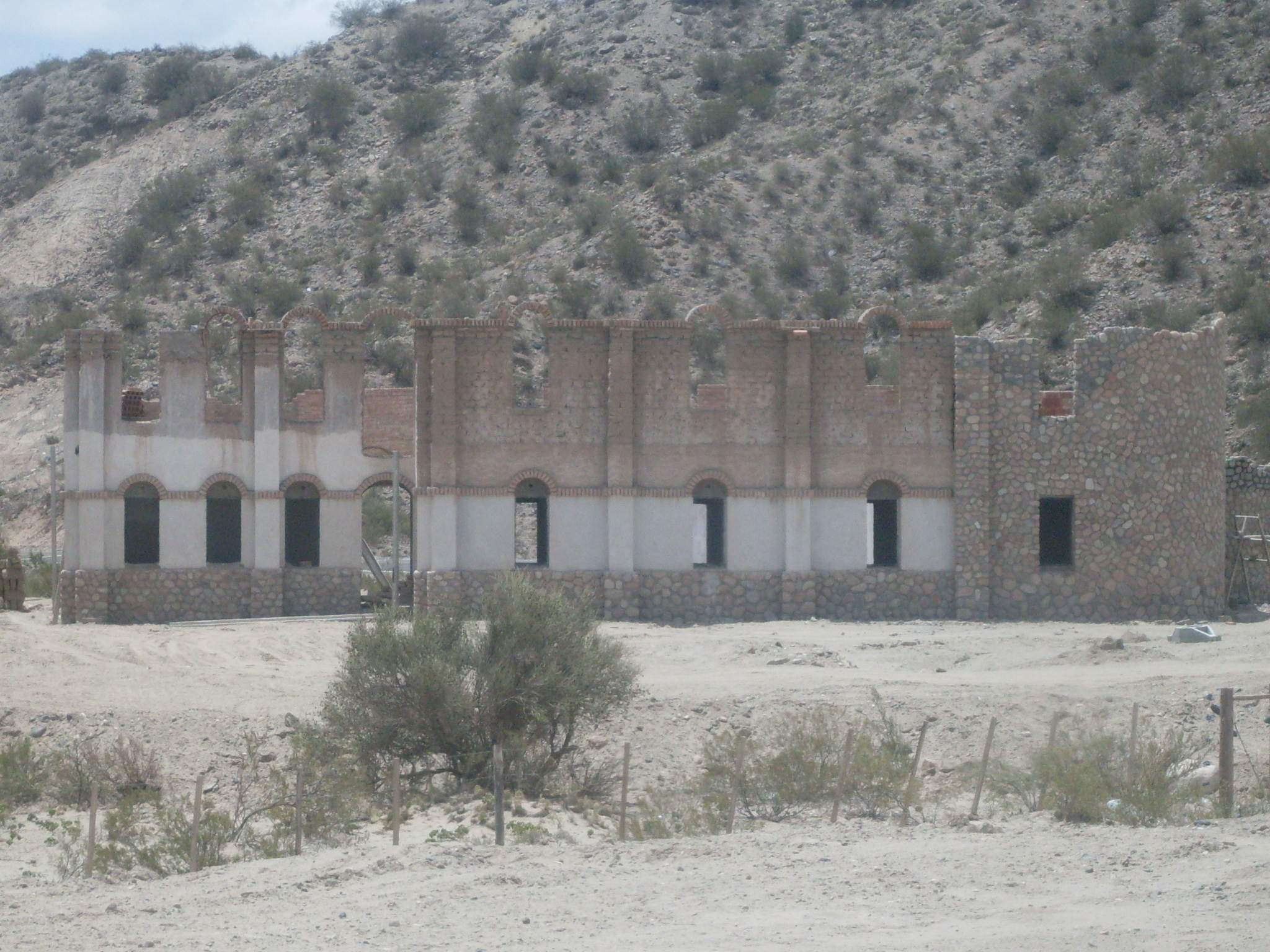
Edificio abandonado en El Eje

- Datos: Q5351220